# Террі Волл
Те́ррі Волл (англ. Charles Terence Clegg "Terry" Wall або C. T. C. Wall; нар. 14 грудня 1936, Бристоль, Велика Британія) — британський математик, який займається топологією, президент Лондонського математичного товариства у 1978—1980 роках, емерит-професор Ліверпульського університету (з 1999).

## Життєпис
Батько Террі Волла Чарлз Волл був шкільним учителем. Террі Волл навчався у коледжі Мальборо (графство Вілтшир). Потім він вступив до Триніті-коледжу в Кембриджі, де здобув ступінь бакалавра, а в 1960 році — науковий ступінь доктора філософії за дисертацію «Алгебраїчні аспекти кобордизмів» (англ. Algebraic Aspects of Cobordism). Керівниками його дисертаційної роботи у Кембриджі були Крістофер Зіман і Френк Адамс.
22 серпня 1959 року він одружився з Олександрою Джой (Сандрою) Гірншоу (англ. Alexandra Joy "Sandra" Hearnshaw); у них було четверо дітей: Ніколас (1962 р.н.), Кетрін (1963 р.н.), Люсі (1965 р.н.) та Олександр (1967 р.н.).
Волл був відзначений стипендією у Трініті-коледжі в 1959 році ще до присудження йому докторського ступеня, і був стипендіатом до 1964 року. Він не залишався постійно в Кембриджі протягом усього цього періоду, отримання стипендії Гаркнесса дозволило йому провести 1960-61 навчальний рік в Інституті перспективних досліджень у Принстоні (США). Коли Волл повернувся зі Сполучених Штатів у 1961 році, його призначили викладачем коледжу в Кембриджі.
У 1964 році Волл перебрався з Кембриджа до Оксфорда, де отримав призначення лектора з математики та співробітника Коледжу Святої Катерини. Через рік він був призначений на кафедру чистої математики Ліверпульського університету, обійнявши там з 1965 року посаду професора. Протягом 1967 року він працював у Мексиці запрошеним професором (англ. Visiting Professorships від Королівського товариства за фінансової підтримки грантової організації Левергалм Траст. Стипендія старшого дослідника від SERC з 1983 по 1988 рік дозволила йому зосередитися більшою мірою на наукових дослідженнях протягом цього періоду.

## Наукові здобутки
Дослідження Волла здебільшого стосуються геометричної топології та пов'язаної з нею алгебри. Зокрема, він зробив значний внесок у дослідження сингулярностей, особливо ізольованих сингулярностей, диференційованих відображень та алгебричних многовидів. Він написав низку дуже впливових книжок, включно з «Surgery on compact manifolds» (1970) та «A geometric introduction to topology» (1972). Ця остання робота є вступом до алгебричної топології для читача без досвіду в загальній топології. Книга побудована на доведенні теореми двоїстості Александера на площині; отримано результат, що узагальнює теорему Жордана.
У 1995 році Волл опублікував монографію «The geometry of topological stability», написану спільно з Ендрю дю Плессі (англ. A. A. du Plessis). Його подальші праці продовжують дослідження, пов'язані із застосуванням розроблених у цій книзі методів, які мають побічні ефекти для результатів щодо гіперповерхонь у проєктивному просторі.
У цілому він опублікував понад 160 наукових статей на математичну тематику.
За свою роботу Т. Волл отримав низку відзнак. У 1969 році його обрано членом Лондонського королівського товариства, а Королівське товариство нагородило його медаллю Сильвестра у 1988 році. Він був членом Ради Королівського товариства з 1974 по 1976 рік.
Він всіляко служив Лондонському математичному товариству протягом багатьох років, перебуваючи у його Раді з 1972 по 1980 рік, а потім, протягом другого періоду з 1992 по 1996 рік. Він був 59-м президентом Лондонського математичного товариства з 1978 по 1980 рік. Товариство вручило йому низку нагород, щоб відзначити його видатні математичні досягнення, включно з присудженням премії Бервіка, сеньйорської премії Вайтгеда у 1976 році та премії Пої у 1988 році. Премія Вайтгеда та премія Пої були присуджені за його роботу над операціями на многовидах і L-теорією.
У 1990 році Волла обрали іноземним членом Данської королівської академії наук. У 2000 році він став почесним членом Ірландського математичного товариства.
Волл вийшов на пенсію у 1999 році та став почесним професором Ліверпульського університету. Водночас його призначили старшим науковим співробітником Ліверпульського університету (обіймав цю посаду до 2003 року). Вихід на пенсію не зробив Волла менш затребуваним як доповідача на міжнародних конференціях. Він був головним доповідачем на конференції «Singularity theory» («Теорія сингулярності»), що відбулася в Сан-Карлосі (Бразилія) у 1994 році, а потім його знову запрошували виступити головним доповідачем цієї конференції у 2000, 2002, 2006 і 2008 роках. Він був головним доповідачем на конференції «Теорія сингулярності», що відбулася в Саппоро (Японія) у 2003 році. Волл і далі публікує важливі дослідницькі статті та у 2004 році написав видатну книгу «Singular points of plane curves», яка стала однією з найцінніших праць автора.

## Інші захоплення
Поза математикою Террі Волл має багато інтересів, включно з домашнім виноробством, читанням, садівництвом, прогулянками та політикою, у якій він був скарбником відділення соціал-демократичної партії на півострові Віррал з 1985 по 1988 рік. Потім він до 2000 року був скарбником новоствореного відділення ліберально-демократичної партії у виборчому окрузі Віррал Вест. З 1987 року він був директором гімназії Вест Кірбі, а з 2000 року скарбником Гойлейкського камерного концертного товариства.

## Наукові публікації
- Determination of the Cobordism Ring, Annals of Mathematics, Vol. 72, 1960, P. 292—311.
- Cobordism exact sequences for differential and combinatorial manifolds Annals of Mathematics, Vol. 77, 1963, P. 1–15.
- Classification of (n-1)-connected 2n-manifolds, Annals of Mathematics, Vol. 75, 1962, P. 163—189.
- Classification problems in differential topology, Part 1, Classification of handlebodies, Topology, Vol. 2, 1963, P. 253—261, Part 2: Diffeomorphisms of handlebodies, Topology, Vol. 2, 1963, P. 263—272.
- Poincare complexes I, Annals of Mathematics, Vol. 86, 1967, P. 213—245.
- Finiteness conditions for CW-complexes, Part 1, Annals of Mathematics, Vol. 81, 1965, P. 56–69, Part 2, Proc. Roy. Soc. A, Vol. 295, 1966, P. 129—139.
- Surgery of non-simply connected manifolds, Annals of Mathematics, Vol. 84, 1966, P. 217—276.
- Surgery on compact manifolds. Academic Press 1970, American Mathematical Society 1999.
- A geometric introduction to topology. Addison-Wesley 1972, Dover 1993.
- У співавсторстві з A. du Plessis: The geometry of topological stability. Oxford University Press 1995.
- Singular Points of Plane Curves. Cambridge University Press 2004.